# Mistie Bass
Mistie McCray Bass (* 2. Dezember 1983 in Janesville, Wisconsin) ist eine US-amerikanische Basketballspielerin.

## Leben und Karriere
Bass ist die Tochter des Sängers und Tänzers Chubby Checker. Vor ihrer professionellen Karriere in der WNBA spielte Bass von 2002 bis 2006 College-Basketball für die Duke University. Sie wurde beim WNBA Draft 2006 an 21. Stelle von den Phoenix Mercury ausgewählt, spielte dann aber von 2006 bis 2008 für die Houston Comets. Von 2009 bis 2010 stand sie bei Chicago Sky und von 2012 bis 2013 bei Connecticut Sun unter Vertrag. Von 2014 bis 2016 stand Bass im Kader von Phoenix Mercury, mit denen sie 2014 die WNBA-Meisterschaft gewann. 2020 steht sie im Kader von Connecticut Sun. In den Jahren 2017 und 2018 spielte sie für den australischen Verein Canberra Capitals.
Sie ist mit dem ehemaligen US-Footballer Shane Boyd verheiratet und hat zwei Kinder.